# 漢語網絡神學院
漢語網絡神學院（Chinese Online School of Theology）是紐約神學教育中心在2007年成立的基督教神學院，是首間透過網際網路教授課程而獲國際認證的華人神學院。總部辦公室設置在紐約，並在香港、多倫多和台灣均設有其分區辦事處。

## 院長
1. 丘放河牧師博士（2007年至今）

## 教務長
1. 劉永明博士（2007年至今）

## 課程
學士程度課程
- 神學文憑 (Dip.Th., Diploma of Theology)
- 神學士 (B.Th., Bachelor of Theology)

碩士程度課程
- 基督教研究文憑(Dip.C.S., Diploma of Christian Studies)
- 神學研究碩士 (M.T.S., Master of Theological Studies)
- 道學碩士 (M.Div., Master of Divinity)

教牧學博士課程 (D.Min., Doctor of Ministry)

## 外部連結
- 紐約神學教育中心（官方網站） （页面存档备份，存于）
- 漢語網絡神學院（官方網站） （页面存档备份，存于）